# De hospita
 De  hospita   (Russisch: Хозяйка} is een   novelle  van de Russische schrijver Fjodor Dostojevski uit 1847. Er wordt een klassieke driehoeksverhouding in beschreven.

## Inhoud
Hoofdpersonen:
- Wasili Michajlowitsj Ordynow, een verarmde wees
- Ilja Moerin, oude man met magische krachten
- Katerina, stiefdochter van Ilja, wellicht zijn dochter

Omdat zijn hospita Sint-Petersburg heeft verlaten is Wasili op zoek naar nieuw onderdak. Hij vindt dat bij de Duitser Spiess maar ruilt dat adres schielijk in voor een kamer bij Ilja en Katerina, die hij eerder samen in een kerk heeft gadegeslagen.
Katerina moet haar nieuwe logé  van het begin af aan verzorgen wegens zijn koortsaanvallen. Wasili komt meer te weten over haar verleden, haar stiefvader die haar vader zou kunnen zijn en de tragische dood van haar vader en moeder. Hij krijgt zo een beeld van de machtspositie van Ilja, die bovendien in de toekomst lijkt te kunnen kijken. Wasili en Katerina  raken zwaar verliefd op elkaar, maar zien geen kans Ilja uit de weg te ruimen.
Wasili gaat te rade bij Jaroslaw Iljitsj, een bevriende politiebeambte. Maar daarmee lijkt hij de positie van Ilja alleen maar sterker te maken want Jaroslaw wil geen kwaad woord over hem horen. Uiteindelijk wordt Wasili gedwongen bij zijn hospita te vertrekken en gaat alsnog voor onderdak naar Spiess. Later blijken Ilja en Katerina uit hun behuizing in de stad vertrokken te zijn en drie weken daarna heeft politiebeambte Jaroslaw in dat huis een boevennest opgerold. Maar tegenover Wasili wil hij nog steeds geen kwaad woord horen inzake Ilja.